# Mandom
Mandom Corporation (株式会社マンダム, Kabushiki-gaisha Mandamu) est un fabricant et distributeur japonais de produits de soins capillaires, de soins de la peau, de parfums et de déodorants. La société a été fondée en 1927 sous le nom de Kintsuru Perfume Corporation (金鶴香水株式会社) et a changé son nom en Mandom Corporation en 1971.

## Histoire
En 1927, Shinpachiro Nishimura a fondé la Kintsuru Perfume Corporation. Après le succès d'une pommade appelée Tancho Stick en 1933, la société a commencé à se concentrer dans les produits pour hommes. En 1959, le succès de Tancho Stick a conduit la société à changer de nom pour Tancho Corporation.
En 1970, la société a lancé une nouvelle ligne de produits de soins pour hommes, appelée Mandom, qui prend son nom de la combinaison des mots "Man" et "Freedom". Une innovante campagne de publicité mettant en vedette Charles Bronson est devenue la première d'une longue série de publicités japonaises avec des stars de Hollywood. Quelques semaines après  la diffusion de la publicité, Mandom est devenu le no 1 des ventes de cosmétiques pour hommes au Japon. Tancho  a changé son nom à nouveau, pour devenir Mandom Corporation, en 1971.
En 1976, le succès de Mandom et la création du produit phare de la marque, Gatsby, a encouragé Mandom à se lancer dans la vente directe de leurs produits. Cependant, l'initiative a été désastreuse pour Mandom. En 1980, la société n'a pas d'autre choix que d'abandonner le modèle de la vente directe et de retourner à la distribution de gros.
Mandom est entrée à la Bourse de Tokyo en 1988. En 1989, Mandom lance Lucido, une nouvelle ligne de cosmétiques pour femmes. Dans le début des années 2000, Mandom étend sa présence sur les marchés internationaux.